# Namibia Tri-Nation Series 2021/22
Die Namibia Tri-Nation Series 2021/22 war ein Cricket-Turnier, das in Namibia im ODI-Cricket ausgetragen wurde und Bestandteil der ICC Cricket World Cup League 2 2019–2023 war. Am Drei-Nationen-Turnier, das vom 26. November bis zum 6. Dezember 2021 stattfand, traten neben dem Gastgeber Namibia, Oman und die Vereinigten Arabischen Emirate gegeneinander an. Das Turnier musste, nachdem eine neue Variante von COVID-19 in Südafrika aufgetaucht war, abgebrochen werden.

## Vorgeschichte
Oman spielte zuvor zwei Drei-Nationen-Turniere daheim, für die anderen Mannschaften war es der erste Einsatz in dieser Saison.

## Austragungsort
Das folgende Stadion wurde für diesen Wettbewerb vorgesehen.
| Stadion                  | Stadt    | Kapazität |
| ------------------------ | -------- | --------- |
| Wanderers Cricket Ground | Windhoek | 7.000     |

## Format
In einer Gruppe spielt jede Mannschaft gegen jede andere zwei Mal. Für einen Sieg gibt es zwei, für ein Unentschieden oder No Result einen Punkt.

## Kaderlisten
Die Kader wurden kurz vor dem Turnier bekanntgegeben.
| ODI | ODI | ODI |
| Namibia | Oman | Ver. Arab. Emirate |
| --- | --- | --- |
| - JJ Smit (K) - Stephan Baard - Karl Birkenstock - Jan Frylinck - Zane Green (wk) - Jan Nicol Loftie-Eaton - Mauritius Ngupita - Michiel du Preez (wk) - Bernard Scholtz - Ben Shikongo - Ruben Trumpelmann - Michael van Lingen - Craig Williams - Pikky Ya France | - Zeeshan Maqsood (K) - Khawar Ali - Fayyaz Butt - Nestor Dhamba - Sandeep Goud - Aqib Ilyas - Kaleemullah - Ayaan Khan - Bilal Khan - Naseem Khushi - Suraj Kumar - Mohammad Nadeem - Kashyap Prajapati - Jatinder Singh | - Ahmed Raza (K) - Vriitya Aravind - Mohammad Boota - Kashif Daud - Basil Hameed - Zahoor Khan - Karthik Meiyappan - Rohan Mustafa - Akif Raja - Chundangapoyil Rizwan - Junaid Siddique - Chirag Suri - Muhammad Usman - Muhammad Waseem |

## Spiele
Tabelle
| Teams              | Sp. | S | N | NR | P | NRR |
| ------------------ | --- | - | - | -- | - | --- |
| Namibia            | 2   | 1 | 1 | 0  | 2 |     |
| Oman               | 2   | 1 | 1 | 0  | 2 |     |
| Ver. Arab. Emirate |     |   |   |    | 0 |     |

Spiele
| 26. November Scorecard | Windhoek | Namibia 228 (50)            | – | Oman 188 (46.5) |
|                        |          | Namibia gewinnt mit 40 Runs |   |                 |

Oman gewann den Münzwurf und entschieden sich als Feldmannschaft zu beginnen. Als Spieler des Spiels wurde JJ Smit ausgezeichnet.
| 26. November Scorecard | Windhoek | Oman 291-9 (50)         | – | Namibia 282-9 (50) |
|                        |          | Oman gewinnt mit 9 Runs |   |                    |

Oman gewann den Münzwurf und entschieden sich als Schlagmannschaft zu beginnen. Als Spieler des Spiels wurde Ayaan Khan ausgezeichnet.
Nachdem die Omikron-Variante von COVID-19 vermeldet wurde und damit Grenzen wieder geschlossen wurden, reisten die beiden Gastteams vorzeitig ab.
| 29. November Scorecard | Windhoek | Oman | – | Ver. Arab. Emirate |
|                        |          |      |   |                    |

| 30. November Scorecard | Windhoek | Namibia | – | Ver. Arab. Emirate |
|                        |          |         |   |                    |

| 2. Dezember Scorecard | Windhoek | Oman | – | Ver. Arab. Emirate |
|                       |          |      |   |                    |

| 4. Dezember Scorecard | Windhoek | Namibia | – | Oman |
|                       |          |         |   |      |

| 5. Dezember Scorecard | Windhoek | Namibia | – | Ver. Arab. Emirate |
|                       |          |         |   |                    |

| 6. Dezember Scorecard | Windhoek | Oman | – | Ver. Arab. Emirate |
|                       |          |      |   |                    |